# 157194 Saddlemyer
157194 Saddlemyer este un asteroid din centura principală de asteroizi.

## Descriere
157194 Saddlemyer este un asteroid din centura principală de asteroizi. A fost descoperit pe 21 august 2004 la Mauna Kea de David D. Balam. Asteroidul prezintă o orbită caracterizată de o semiaxă mare de 2,61 ua, o excentricitate de 0,04 și o înclinație de 5,1° în raport cu ecliptica.